# Archtalkopf
Der Archtalkopf ist ein Gipfel im Estergebirge im Landkreis Garmisch-Partenkirchen. Er beendet den Archtalgrat, der das Archtal mit dem markanten Kistenkar nach Westen begrenzt. Der Gipfel ist am einfachsten über den Steig Kuhalm – Weilheimer Hütte aus erreichbar.